# انتخابات سراسری ۲۰۱۹ نیجریه
انتخابات سراسری ۲۰۱۹ نیجریه در ۲۳ فوریه ۲۰۱۹ در جمهوری فدرال نیجریه برگزار شد تا رئیس‌جمهور، معاون رئیس‌جمهور، نمایندگان پارلمان و مجلس سنا انتخاب شوند. محمدو بوهاری با شکست دادن آتیکو ابوباکر با بیش از ۱۵ میلیون رأی (۵۵٫۶ درصد آرا) مجدداً به ریاست جمهوری رسید.